# ВХЛ в сезоне 2025/2026
ВХЛ в сезоне 2025/2026 — шестнадцатый сезон Всероссийской хоккейной лиги (спонсорское название — OLIMPBET Чемпионат России по хоккею — Всероссийская хоккейная лига).  
6 июня 2025 года в Сочи (Российская Федерация) состоялось заседание Правления ВХЛ, на котором были утверждены состав участников и структура проведения OLIMPBET Чемпионата России — ВХЛ сезона.  

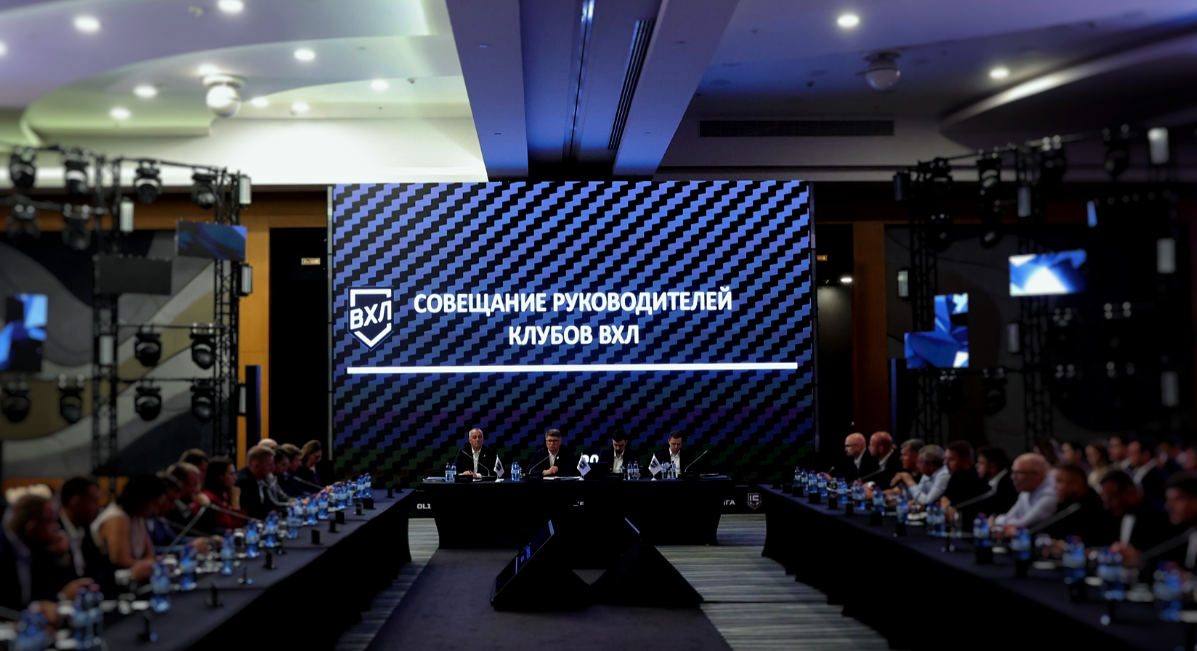
Заседание Правления Всероссийской хоккейной лиги

## Клубы-участники

### Изменения
11 июля 2025 года было сообщено, что на основании внутреннего анализа текущей организационно-финансовой ситуации, а также в связи с невозможностью согласовать график проведения домашних матчей на одной арене, хоккейный клуб «Юнисон-Москва» принял решение приостановить участие в OLIMPBET Чемпионате России по хоккею — ВХЛ.
Красноярский «Сокол» представил обновленный логотип команды. В новый сезон ХК «Сокол» входит с обновлённой визуальной айдентикой. При разработке новой версии логотипа основное внимание было уделено сохранению преемственности и традиций, при этом логотип стал более современным, адаптивным и ярким.
Руководство Хоккейного клуба СКА приняло решение о переименовании команды Всероссийской хоккейной лиги. Фарм-клуб армейцев сменит название «СКА-Нева» на «СКА-ВМФ». Санкт-Петербург является морской столицей России, местом дислокации главного штаба Военно-морского флота. Кроме того, с 2008 по 2013 год фарм-клуб СКА именовался ХК ВМФ. Новое название «СКА-ВМФ» объединяет в себе традиции армейского спорта и причастность команды к системе СКА, подчеркивая связь города с военно-морским флотом.
Клуб «Омские Крылья» представил новый логотип команды. Новый логотип омской команды ВХЛ сочетает в себе боевого Ястреба и элементы хоккейной экипировки. 
| Клуб            | Город            | Арена (вместимость)                                         | Основан (год) | в ВХЛ | Партнёрская команда из КХЛ |
| --------------- | ---------------- | ----------------------------------------------------------- | ------------- | ----- | -------------------------- |
| АКМ             | Тульская область | Ледовый дворец (3000)                                       | 2021          | 2021  |                            |
| Барс            | Казань           | Дворец спорта (3345)                                        | 2009          | 2014  |                            |
| Буран           | Воронеж          | Юбилейный (3200)                                            | 1977          | 2012  |                            |
| Горняк-УГМК     | Верхняя Пышма    | Спортивная школа им. А. Козицына (1000)                     | 2012          | 2017  |                            |
| Дизель          | Пенза            | Дизель-Арена (5500)                                         | 1948          | 2010  |                            |
| Динамо          | Санкт-Петербург  | Юбилейный (7600)                                            | 2013          | 2016  |                            |
| Динамо-Алтай    | Барнаул          | Титов-Арена (4292)                                          | 1954          | 2023  |                            |
| Зауралье        | Курган           | Ледовый дворец спорта имени Н. В. Парышева (2500)           | 1993          | 2010  |                            |
| Звезда          | Москва           | ЦСКА Арена (2951)                                           | 2015          | 2015  |                            |
| Ижсталь         | Ижевск           | Олимпиец (500)                                              | 1958          | 2010  |                            |
| Кристалл        | Саратов          | ЛДС «Кристалл» (5100)                                       | 1947          | 2010  |                            |
| Магнитка        | Магнитогорск     | ДЮСШ«Металлург» (250)                                       | 2024          | 2024  |                            |
| Металлург       | Новокузнецк      | Дворец спорта Кузнецких Металлургов им. О. Короленко (6800) | 1949          | 2017  |                            |
| Молот           | Пермь            | Молот (6000)                                                | 1948          | 2010  |                            |
| Нефтяник        | Альметьевск      | Юбилейный (2200)                                            | 1965          | 2010  |                            |
| Норильск        | Норильск         | Арктика (2184)                                              | 2023          | 2023  |                            |
| Олимпия         | Кирово-Чепецк    | ЛДС «Олимп-Арена» (1800)                                    | 1954          | 2024  |                            |
| Омские крылья   | Омск             | Хоккейная академия «Авангард» (1200)                        | 2021          | 2021  |                            |
| Ростов          | Ростов-на-Дону   | Айс-Арена (458)                                             | 2005          | 2015  |                            |
| Рубин           | Тюмень           | ЛД «Партиком» (249 зрителей)                                | 1959          | 2010  |                            |
| Рязань-ВДВ      | Рязань           | Олимпийский (2825)                                          | 1999          | 2010  |                            |
| СКА-Нева        | Санкт-Петербург  | Хоккейный город (1418)                                      | 2008          | 2010  |                            |
| Сокол           | Красноярск       | Платинум Арена (7 000)                                      | 1977          | 2011  |                            |
| Тамбов          | Тамбов           | Кристалл (1500)                                             | 2000          | 2018  |                            |
| Торос           | Нефтекамск       | Ледовый дворец спорта (2000)                                | 1987          | 2010  |                            |
| Торпедо-Горький | Нижний Новгород  | КРК «Нагорный» (на 5500)                                    | 2019          | 2019  |                            |
| Химик           | Воскресенск      | ЛДС «Химик» имени Н.С. Эпштейна (3229 зрителя)              | 1953          | 2015  |                            |
| ЦСК ВВС         | Самара           | Дворец спорта имени В. С. Высоцкого (5000)                  | 1950          | 2017  |                            |
| Челмет          | Челябинск        | Юность (3500)                                               | 1949          | 2010  |                            |
| Челны           | Набережные Челны | Ледовый дворец спорта (1500)                                | 2004          | 2023  |                            |
| Югра            | Ханты-Мансийск   | Арена-Югра (5500)                                           | 2006          | 2018  |                            |
| Южный Урал      | Орск             | Юбилейный (4500)                                            | 1959          | 2010  |                            |

### Главные тренера клубов-участников
| Клуб            | Город            | Главный тренер на начало сезона 2025/2026 |
| --------------- | ---------------- | ----------------------------------------- |
| АКМ             | Тульская область | Галявиев Ирек Зульфатович                 |
| Барс            | Казань           | Степанов Александр Александрович          |
| Буран           | Воронеж          | Кравченко Дмитрий Александрович           |
| Горняк-УГМК     | Верхняя Пышма    | Алексеев Алексей Александрович            |
| Дизель          | Пенза            | Шандуров Дмитрий Юрьевич                  |
| Динамо          | Санкт-Петербург  | Ефимов Игорь Геннадьевич                  |
| Динамо-Алтай    | Барнаул          | Пархоменко Дмитрий Геннадьевич            |
| Зауралье        | Курган           | Седунов Артём Петрович                    |
| Звезда          | Москва           | Хасанов Ринат Равильевич                  |
| Ижсталь         | Ижевск           | Сайфуллин Рамиль Вильямович               |
| Кристалл        | Саратов          | Платонов Денис Александрович              |
| Магнитка        | Магнитогорск     | Полозов Евгений Анатольевич               |
| Металлург       | Новокузнецк      | Лунев Андрей Алексеевич                   |
| Молот           | Пермь            | Мальгин Альберт Александрович             |
| Нефтяник        | Альметьевск      | Анисимов Артем Вячеславович               |
| Норильск        | Норильск         | Гусев Владимир Витальевич                 |
| Олимпия         | Кирово-Чепецк    | Култынов Юрий Игоревич                    |
| Омские Крылья   | Омск             | Робитайл Луи                              |
| Ростов          | Ростов-на-Дону   | Пантелеев Григорий Владимирович           |
| Рубин           | Тюмень           | Фаст Константин Вадимович                 |
| Рязань-ВДВ      | Рязань           | Кулибаба Валерий Николаевич               |
| СКА-Нева        | Санкт-Петербург  | Воеводин Николай Анатольевич              |
| Сокол           | Красноярск       | Бердичевский Лев Сергеевич                |
| Тамбов          | Тамбов           | Решетников Сергей Борисович               |
| Торос           | Нефтекамск       | Лемтюгов Николай Александрович            |
| Торпедо-Горький | Нижний Новгород  | Космачёв Дмитрий Евгеньевич               |
| Химик           | Воскресенск      | Башкатов Егор Вячеславович                |
| ЦСК ВВС         | Самара           | Занковец Эдуард Константинович            |
| Челмет          | Челябинск        | Аскаров Марат Рафкатович                  |
| Челны           | Набережные Челны | Марзоев Олег Сергеевич                    |
| Югра            | Ханты-Мансийск   | Перов Александр Александрович             |
| Южный Урал      | Орск             | Отмахов Владислав Валерьевич              |

## Предсезонные турниры
| Дата            | Город           | Турнир                                   | Клубы                                                | Победитель турнира |
| --------------- | --------------- | ---------------------------------------- | ---------------------------------------------------- | ------------------ |
| 8 — 10 августа  | Самара          | Кубок Губернатора Самарской области      | АКМ, Дизель, ЦСК ВВС, Южный Урал                     | ЦСК ВВС            |
| 11 — 15 августа | Санкт-Петербург | Турнир имени Дроздецкого Н. В.           | СКА-ВМФ, Горняк-УГМК, Динамо, Звезда, Югра           | Югра               |
| 10 — 12 августа | Тамбов          | Турнир на призы Главы Тамбовской области | Тамбов, Кристалл, Ростов, Химик                      | Химик              |
| 12 — 14 августа | Альметьевск     | Турнир Almet Oilers Cup                  | Барс, Торос, Челны, Нефтяник                         | Нефтяник           |
| 12 — 14 августа | Барнаул         | Кубок Губернатора Алтайского края        | Динамо-Алтай, Сокол, Торпедо У-К                     | Сокол              |
| 21 — 25 августа | Санкт-Петербург | Турнир имени Шилова В. В.                | Динамо, Металлург, Норильск, СКА-Нева, Омские Крылья |                    |
| 25 — 27 августа | Казань          | Турнир памяти Моисеева Ю. И.             | Барс, Торпедо-Горький, Южный Урал, Нефтяник          |                    |
| 26 — 28 августа | Курган          | Турнир памяти Парышева Н. В.             | Зауралье, Югра, Рубин, Челмет                        |                    |
| 27 — 29 августа | Пенза           | Кубок «Дизеля»                           | Дизель, Рязань-ВДВ, Тамбов                           |                    |

### Предсезонные игры (между клубами ВХЛ)
| Дата       | Клубы                        | Победитель          |
| ---------- | ---------------------------- | ------------------- |
| 1 августа  | Олимпия — Челны              | Челны (3:4 ОТ)      |
| 3 августа  | Торпедо-Горький — Норильск   | Норильск (1:2)      |
| 5 августа  | Тамбов — Дизель              | Дизель (1:2 ОТ)     |
| 8 августа  | Ижсталь — Торос              | Торос (2:3 Б)       |
| 10 августа | Омские Крылья — Зауралье     | Омские Крылья (2:1) |
| 11 августа | Торпедо-Горький — Олимпия    | Олимпия (1:2 Б)     |
| 12 августа | Рубин — Ижсталь              | Рубин (3:2)         |
| 13 августа | Рубин — Ижсталь              | Ижсталь (0:1 Б)     |
| 14 августа | Рязань-ВДВ — Норильск        | Норильск (2:3 ОТ)   |
| 15 августа | Зауралье — Магнитка          | Зауралье (3:0)      |
| 16 августа | Буран — Рязань-ВДВ           |                     |
| 16 августа | Норильск — Химик             |                     |
| 16 августа | Буран — Рязань-ВДВ           |                     |
| 17 августа | Кристалл — Дизель            |                     |
| 17 августа | Ижсталь — Олимпия            |                     |
| 18 августа | Челмет — Магнитка            |                     |
| 20 августа | Буран — АКМ                  |                     |
| 20 августа | Торпедо-Горький — Рязань-ВДВ |                     |
| 21 августа | Горняк-УГМК — Магнитка       |                     |
| 22 августа | ЦСК ВВС — Челны              |                     |
| 23 августа | Ижсталь — Молот              |                     |
| 24 августа | Звезда — Буран               |                     |
| 24 августа | Ижсталь — Молот              |                     |
| 25 августа | Горняк-УГМК — Торос          |                     |
| 26 августа | Буран — Ростов               |                     |
| 28 августа | Челны — Ижсталь              |                     |
| 27 августа | Сокол — Динамо-Алтай         |                     |
| 30 августа | Рязань-ВДВ — АКМ             |                     |
| 30 августа | Сокол — Динамо-Алтай         |                     |

### Товарищеские игры (КХЛ — ВХЛ)
| Дата       | Клубы                                              | Победитель       |
| ---------- | -------------------------------------------------- | ---------------- |
| 27 июля    | Нефтехимик (Нижнекамск) — Челны (Набережные Челны) | Нефтехимик (3:0) |
| 6 августа  | Ак Барс (Казань) — Нефтяник (Альметьевск)          | Ак Барс (4:3)    |
| 9 августа  | Адмирал (Владивосток) — Молот (Пермь)              | Адмирал (3:1)    |
| 16 августа | Спартак (Москва) — Металлург (Новокузнецк)         | Металлург (2:3)  |
| 16 августа | Сибирь (Новосибирск) — Сокол (Красноярск)          | Сибирь (4:3 ОТ)  |
| 17 августа | Сибирь (Новосибирск) — Динамо-Алтай (Барнаул)      |                  |
| 18 августа | Нефтехимик (Нижнекамск) — Ижсталь (Ижевск)         |                  |
| 29 августа | Салават Юлаев (Уфа) — Магнитка (Магнитогорск)      |                  |
| 2 сентября | Лада (Тольятти) — ЦСК ВВС (Самара)                 |                  |

## Регулярный чемпионат
Регулярный чемпионат начнется 1 сентября с матча открытия, между Торпедо-Горький (Нижний Новгород) — Металлург (Новокузнецк), а завершится 18 марта 2026 года.
Все команды проводят по одному матчу дома и по одному матчу в гостях со всеми командами лиги. Всего в Регулярном чемпионате команды проведут по 62 матча (по 31 — на своем поле и поле соперника). За победу в основное время матча, в овертайме или в серии послематчевых бросков начисляются два очка. Если пятиминутный дополнительный период не выявил сильнейшего, то победитель определяется в серии послематчевых бросков. Поражение в овертайме или по буллитам оценивается в один балл, за поражение в основное время матча очки не начисляются. 

## Плей-офф
Плей-офф начнется 22 марта, а решающий матч финала плей-офф ВХЛ запланирован на 30 мая 2026 года. 
В плей-офф борьбу за главный трофей — Кубок Чемпиона России — смогут продолжить только 16 команд.